# Zamin Uthukuli
Zamin Uthukuli es una ciudad y nagar Panchayat situada en el distrito de Coimbatore en el estado de Tamil Nadu (India). Su población es de 16354 habitantes (2011). Se encuentra a 46 km de Coimbatore.

## Demografía
Según el censo de 2011 la población de Zamin Uthukuli era de 16354 habitantes, de los cuales 17109 eran hombres y 16815 eran mujeres. Zamin Uthukuli tiene una tasa media de alfabetización del 81,12%, superior a la media estatal del 80,09%: la alfabetización masculina es del 87,59%, y la alfabetización femenina del 74,76%.